# 강두곤
강두곤(姜斗坤, 1969년 4월 29일 ~ )은 KBO 리그 삼성 라이온즈의 내야수였다. 경남대학교를 돌업하고 삼성에서 네 시즌을 뛰며 통산 74경기에 출장해 72타수 12안타 타율 0.167을 기록했다. 우투우타였다.